# Joris Voest
Joris Voest est un footballeur néerlandais né le 8 janvier 1995 à Terschelling. Il évolue au poste d'arrière gauche au SC Heerenveen.

## Palmarès

### En équipe nationale
- Pays-Bas -17 ans
  - Vainqueur du championnat d'Europe des moins de 17 ans en 2012